# Etes, Nógrád
Etes  este un sat în districtul Salgótarján, județul Nógrád, Ungaria, având o populație de 1.404 locuitori (2011). 

## Demografie
Componența etnică a satului Etes
     Maghiari (92,01%)
     Romi (7,78%)
     Români (0,21%)
Componența confesională a satului Etes
     Fără religie (21,37%)
     Reformați (1,71%)
     Necunoscută (75,36%)
     Alte religii (3,28%)
Conform recensământului din 2011, satul Etes avea 1.404 locuitori. Din punct de vedere etnic, majoritatea locuitorilor (92,01%) erau maghiari, cu o minoritate de romi (7,78%). Nu există o religie majoritară, locuitorii fiind persoane fără religie (21,37%) și reformați (1,71%). Pentru 75,36% din locuitori nu este cunoscută apartenența confesională.